# Bohuslav Hostinsky
Bohuslav Hostinsky (Nové Město, Praga, 5 de dezembro de 1884 – Brno, (República Checa, 12 de abril de 1951) foi um matemático e físico tcheco.
Foi palestrante convidado do Congresso Internacional de Matemáticos em Cambridge (1912), Estrasburgo (1920), Bolonha (1928) e Zurique (1932).

## Publicações
Bohuslav Hostinský publicou cerca de 140 obras e diversos livros:
- Diferenciální geometrie křivek a ploch,
- Mechanika tuhých těles,
- Geometrická pravděpodobnost,
- Opérations infinitésimales linéaires (společně s Volterrou),
- O mnohoúhelnících a mnohostěnech a jiné.